# Starzec popielny

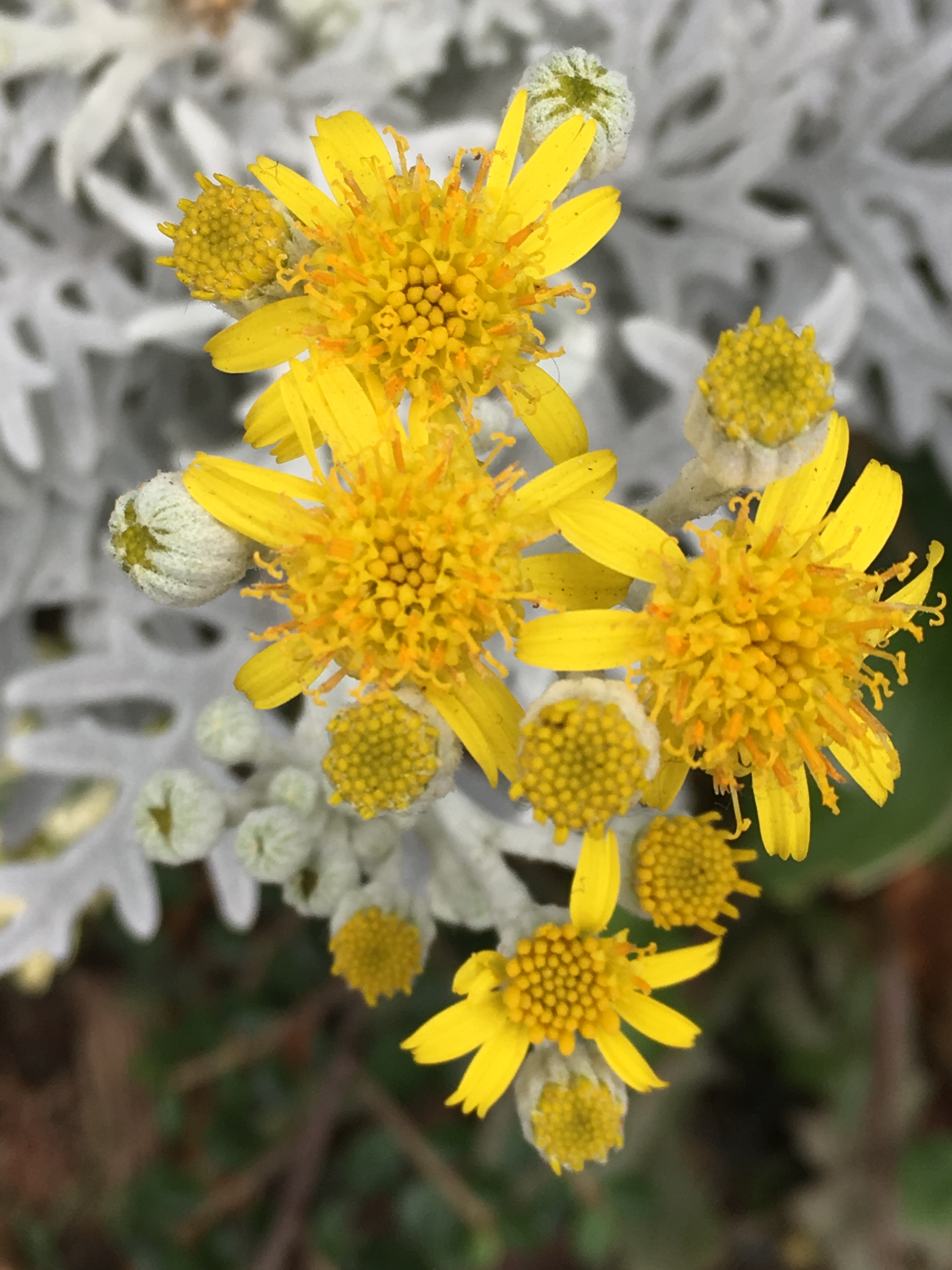
Kwitnący starzec popielny

Starzec popielny, s. srebrzysty (Senecio cineraria DC.) – gatunek rośliny z rodziny astrowatych. Pochodzi z basenu Morza Śródziemnego (Europa Południowa, Turcja, Algieria, Maroko, Tunezja). Rozprzestrzenił się również poza obszarem swojego rodzimego występowania i obecnie występuje również w Ameryce Północnej i innych krajach Europy. W Polsce nie występuje dziko, jest uprawiany jako roślina ozdobna.

## Nazewnictwo
- Nazwę Senecio cineraria podaje Krytyczna lista roślin naczyniowych Polski. Według nowszych ujęć taksonomicznych jest to synonim gatunku Jacobaea maritima (L.) Pelser & Meijden H. Heukels, Geill. schoolfl. Nederl. ed. 23:677. 2005[3].
- Synonimy: Cineraria bicolor Willd., Othonna maritima L., Senecio bicolor (Willd.) Tod., Senecio bicolor subsp. cineraria (DC.) Chater, Senecio cineraria DC., Senecio cineraria subsp. bicolor (Willd.) Arcang[3].

## Morfologia
PokrójPółkrzew o wysokości do 80 cm. Łodyga i liście srebrzyście, gęsto filcowato owłosione.
LiściePierzastosieczne.
KwiatyKwiatostan – niewielkie koszyczki zebrane w baldachogrona. Kwiaty żółte; brzeżne to kwiaty języczkowe, środkowe – kwiaty rurkowe.

## Zastosowanie
Roślina ozdobna często stosowana do obsadzania rabat. Swoje zalety dekoracyjne zawdzięcza srebrnym liściom i łodydze.

## Uprawa
Zwykle rozmnaża się go z nasion, które w marcu wysiewa się do ciepłego inspektu. Na rabaty wysadza się gotowe już sadzonki. Można też rozmnażać go z pędów; w tym celu należy roślinę mateczną przetrzymać przez zimę w zimnym pomieszczeniu i na początku lutego ukorzeniać pędy. Nie ma specjalnych wymagań co do gleby. Pochodzi z cieplejszego klimatu (strefy mrozoodporności 8-10) i w warunkach klimatycznych Polski często przemarza, dlatego zwykle uprawiany jest jako roślina jednoroczna. Wymaga stanowiska słonecznego. W zacienionych miejscach nie uzyska srebrnego koloru.